# Roskoványi Ágoston
Roskoványi Roskoványi Ágoston (Ungszenna, 1807. december 7. – Nyitra, 1892. február 24.) váci, majd nyitrai püspök.

## Élete
Középiskoláit 1817-től 1822-ig Kisszebenben a kegyesrendiek kollégiumában, a bölcseletieket mint papnövendék 1822-1824-ben Egerben, a hittudományi tanfolyamot 1824-28-ban a pesti papnevelőben végezte. 1827-ben bölcseleti doktor lett. 1828-tól 1832-ig a bécsi Szent Ágoston intézetben képezte magát és 1832-ben megszerezte a teológiai doktori oklevelet. Első szentmiséjét 1831-ben mondotta el s három havi (1832. március 19-től június 28-ig) káplánkodás után az egri papnevelő-intézet tanulmányi felügyelőjévé, majd aligazgatójává nevezték ki.
1832. október 25-től megyei levéltárnok és ez időben szentszéki aljegyző is volt. 1835. április 24-én királyi tiszteletbeli udvari káplánná és július 5-én érseki titkárrá, augusztus 24-én irodaigazgatóvá, szeptember 18-án pedig szentszéki ülnökké léptették elő. 1836. júniusban a pesti egyetem hittudományi kara bekebelezett tagjává választotta és ugyanezen év július 30-án egri kanonokságot kapott és Pyrker érsek oldalkanonokja lett.
1837. november 18-tól mint az egri megyei könyvtár igazgatója hivatalnokoskodott. 1839. április 20-án sári apát lett és mint a káptalan küldötte a követek tábláján megjelent. 1841. október 1-től szemináriumi rektor volt és 1847-ben Pyrker érsek segédpüspökké terjesztette fel. 1850. január 19-én káptalani helyettessé választatott. 1848. augusztus 28-án a prágai hittani kar bekebelezett tagja lett. 1851. április 29-én váci püspökké nevezte ki a király, ahonnét 1859. április 15-én Nyitrára költözött, s ott püspökként működött.

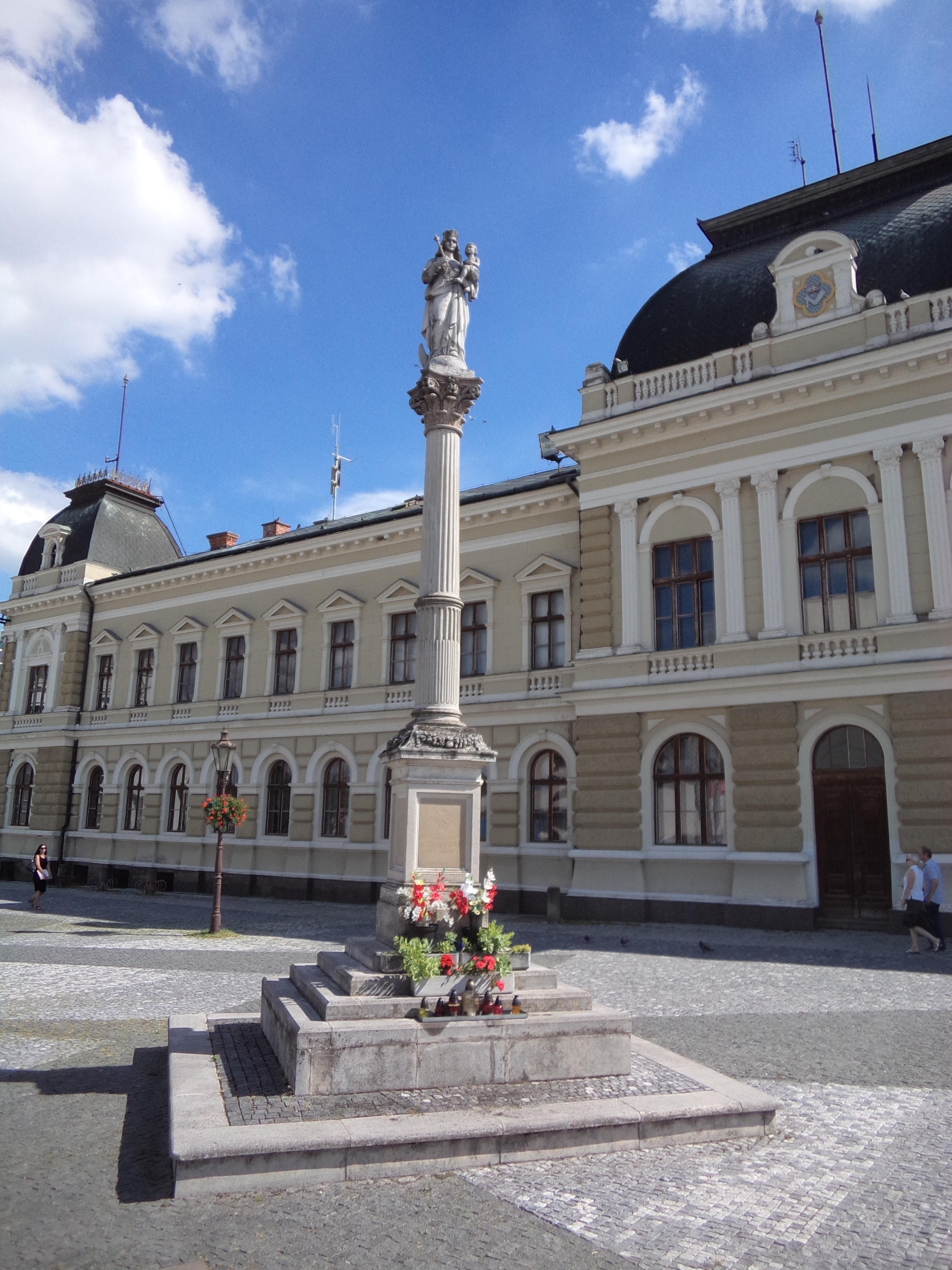
Nyitra

1880-ban a vaskorona-rend I. osztályát kapta. Római gróf, házi prelátus és trónálló is volt. A jótékonyság terén gyakorolt áldozatkészségét százezrekre menő alapítványai hirdetik. Így 1885-ben püspökségének 25. évfordulóján 200 000 forintot adott egyházmegyéje stoláris jövedelmének megváltására, 2000 aranyat a Fundatio Mariana tőkéjének gyarapítására és 15 000 forintot a nyitrai székesegyháznak. Ezenkívül sokat áldozott társadalmi, polgári és katonai célokra. Váci püspöksége alatt (1851–1859) évente lelkigyakorlatokat szervezett a papságnak, és jelentős irodalmi tevékenységet fejtett ki. Nyitra főterén ő állíttatta a Szent Szűz oszlopát.
Művei 69 vastag kötetet töltenek meg. A papi nőtlenségről és zsolozsmáról írt munkáját (1861–1881) Bánk József érsek-püspök bemutatta a II. vatikáni zsinat tárgyaló atyáinak.

## Művei
- De primatu Romani Pontificis, ejusque juribus. Augustae Vindelicorum. 1834 (2. bőv. és jav. kiadás. Eger, 1841)
- Katekizmus vagy oktatás a keresztény katholikus religio tudományában az egri megyei hívei számára. Eger. 1836 (németül. Uo. 1836)
- De matrimonio in ecclesia catholica. Augustae Vindelicorum, 1837-1840, két kötet
- De matriomoniis mixtis inter catholicos et protestantes. Quinque-Ecclesiis, 1842., Pestini, 1854., 1870-71, öt kötet
- Monumenta catholica pro independentia potestatis ecclesiasticae ab imperio civilli. Quinque-Ecclesis, 1847. Pestini, 1856, 1865, 1870-71, tizennégy kötet
- Epistola pastoralis ad clerum archidioecesis Agriensis. Agriae, 1858
- Coelibatus et Breviarium, duo gravissima clericorum officia e monumentis omnium saeculorum demonstrata. Pestini, 1861, 1875, hét kötet
- Romanus Pontifex tamquam primas ecclesiae et princeps civilis e monumentis omnium saeculorum demonstratus. Addita amplissima literatura. Nitriae et Comaromii, 1867-1878. Tizenhat kötet (ism. Egyházi Lapok I. 1867-1868)
- Matrimonium in ecclesia catholica potestati ecclesiasticae subectum. Pestini, 1870-71
- Beata Virgo Maria in suo conceptu immaculata. Budapestini, 1873-74., Nitriai, 1877, tizenkét kötet